# Onthophagus basipustulatus
Onthophagus basipustulatus är en skalbaggsart som beskrevs av Lucas Friedrich Julius Dominikus von Heyden 1879. Onthophagus basipustulatus ingår i släktet Onthophagus och familjen bladhorningar. Inga underarter finns listade i Catalogue of Life.